# Oswaldo Vergara
Oswaldo Fernandes Vergara (Jaguarão, 11 de fevereiro de 1883 — Porto Alegre, 30 de outubro de 1973) foi um advogado e político brasileiro.

## Biografia
Oswaldo Vergara era filho de Felisberto Fernandes Vergara e Mercedes Espinosa Vergara. Nasceu em Jaguarão, mudando-se para Pelotas em 1890. Dois anos mais tarde, mudou-se para Porto Alegre com o professor Ignácio Montana, também natural de Jaguarão. Desde cedo, trabalhou como escrituário e guarda-livros, iniciando sua dedicação ao estudo das línguas portuguesa e francesa, vindo a lecionar em ambas as áreas na Escola Complementar de Porto Alegre (atual Instituto de Educação Flores da Cunha) e na Escola do Comércio de Porto Alegre (hoje Faculdade de Ciências Econômicas e Contábeis da UFRGS). Em 1900, foi nomeado escrituário do Tesouro do Estado.
Casou-se com Isabel Dias de Castro, com quem teve sete filhos, entre eles o conhecido escritor gaúcho Telmo Vergara. Seu irmão, Pedro Vergara, foi deputado federal pelo Rio Grande do Sul de 1935 a 1937 e de 1946 a 1951. Seu primo, Luís Vergara, foi secretário da Presidência da República de 1936 a 1945. Vergara obteve seu bacharelado pela Faculdade de Direito de Porto Alegre em 1907. Além de advogado, atuou também como professor, jornalista e delegado de polícia. Foi presidente do Conselho Penitenciário do Rio Grande do Sul e, de 1928 a 1930, do Conselho Municipal de Porto Alegre.
Entre 1946 e 1947, Vergara exerceu o cargo de presidente do Conselho Administrativo do Estado do Rio Grande do Sul, e, posteriormente, exerceu o mandato de deputado federal pelo Partido Social Democrático de novembro de 1947 até fevereiro de 1950, substituindo o titular Adroaldo Mesquita da Costa, indicado para o Ministério da Justiça. Foi também um dos fundadores e diretores do Instituto dos Advogados do Rio Grande do Sul (IARGS), presidindo esta instituição em 1951. Entre outros cargos, foi fundador e presidente do Hospital Sanatório Parque Belém, além de ter atuado como professor de Direito em Porto Alegre, participado na fundação da Varig, dirigido a Sanrig, e participado do Conselho do Banrisul e do Conselho Penitenciário. Faleceu aos 90 anos, vítima de infarto.

## Comenda Oswaldo Vergara
Em 11 de agosto de 1967, Oswaldo Vergara recebeu a comenda de Advogado Emérito pela seção estadual Ordem dos Advogados do Brasil, sendo o primeiro membro a ser distinguido com tal homenagem. Após a sua morte em 1973, a OAB/RS criou a Comenda Oswaldo Vergara, considerada a mais importante distinção prestada aos advogados e advogadas que prestaram serviços notáveis à classe profissional.

## Obra
| Direito - Comentários ao Código de Processo Civil e Comercial do Rio Grande do Sul (1936) - Consolidação das Leis Fiscais do Estado do Rio Grande do Sul - Prontuário do Regulamento do Imposto de Consumo | Língua portuguesa - Questões vernáculas (1913) - Problemas de português (1918) - Método prático de caligrafia |